# Olintepeque
Olintepeque est une ville du Guatemala dans le département de Quetzaltenango.